# WonderSwan
A WonderSwan (ワンダースワン; Hepburn: WandāSuwan) egy kézi videójáték-konzol, amit a Bandai gyártott. A konzol 1999. március 4-én jelent meg Japánban az ötödik generációs videójáték-konzolok tagjaként. Az utódjaként 2000-ben megjelent WonderSwan Color (ワンダースワンカラー; Hepburn: WandāSuwan Karā) ugyanazzal a hardverrel rendelkezett, csak már színes kijelzővel került forgalomba. A Colornak is megjelent egy áttervezett változata 2002-ben SwanCrystal (スワンクリスタル; Hepburn: SuwanKurisutaru) néven. Ez volt az első x86-alapú kézi játékkonzol, és egyben Jokoi Gunpej, az eredeti Game Boy tervezőjének utolsó alkotása.

## Technikai specifikációk
- CPU: 16 bites NEC V30 MZ (3,072 MHz) processzor
- Kijelző: 2,49″ (6,32 cm), 224×144 képpontos,[1] FSTN (WonderSwan: 8 szürkeárnyalat,[2] WonderSwan Color: színes, max. 241 szín 4096 színű palettából)
- Maximum 128 sprite[2]
- 1 darab mono hangszóró
- Méretek: 174,3 mm × 121 mm × 24,3 mm
- Tömeg: 110 g
- Üzemidő: kb. 30 óra egy AA elemmel